# Ngadri
Ngadri is een bestuurslaag in het regentschap Blitar van de provincie Oost-Java, Indonesië. Ngadri telt 4499 inwoners (volkstelling 2010).